# Казе Сериола I (Венеција)
Казе Сериола I (итал. Case Seriola I) је насеље у Италији у округу Венеција, региону Венето.
Према процени из 2011. у насељу је живело 45 становника. Насеље се налази на надморској висини од 2 м.